# Plaza Monseñor Arturo Rivera Damas
La plaza Monseñor Arturo Rivera Damas, Artesano de la Paz es una plaza y redondel en la intersección de las calles San Antonio Abad y Gabriela Mistral y la 39.ª Avenida Norte en la colonia Centroamérica del distrito 2 de San Salvador. Es conocida popularmente como el redondel o plaza de los Torogoces o redondel El Torogoz por el monumento al pájaro nacional de El Salvador que fue develado en diciembre de 2009.

## Historia
En 2004, el alcalde Carlos Rivas Zamora le comunicó al obispo auxiliar de San Salvador Gregorio Rosa Chávez que el concejo municipal había decidido hacer homenaje al obispo Arturo Rivera Damas, quien había sucedido a monseñor Óscar Arnulfo Romero después de su asesinato, por su papel en el proceso de la paz en El Salvador; se le dio al redondel el nombre de plaza Monseñor Arturo Rivera Damas, Artesano de la Paz. La ceremonia de inauguración de la plaza fue presidida por el obispo auxiliar Rosa Chávez y estuvieron presentes el alcalde, familiares de monseñor Rivera Damas, monseñor Giacinto Berloco, nuncio apostólico, y monseñor Fernando Sáenz Lacalle, arzobispo de San Salvador. Se aplicó una placa de bronce en la que estaba escrito el nombre de la plaza.

### Monumento de los torogoces
En 2009, siendo alcalde Norman Quijano, se instaló un monumento en la plaza como parte de una serie de obras de mejoramiento realizadas en la ciudad. El monumento tiene las figuras de dos torogoces hechos de fibra de vidrio sentados sobre un tronco artificial con cinco metros de altura. El material para el monumento fue donado por la empresa Torogoz y se invirtieron más de 20 mil dólares para la ejecución de los trabajos. El monumento fue develado en el 17 de diciembre de 2009 y desde ese entonces la plaza fue conocida popularmente como la plaza o redondel de los torogoces o el torogoz, aunque el redondel mantuvo el nombre oficial.

#### Controversia
El monumento de los torogoces causó controversia cuando fue develado. En la plaza había un gran árbol de conacaste que fue removido para erigir el árbol artificial sobre el que se colocaron los torogoces. El fundador de la empresa Torogoz aseguró que el árbol ya estaba en mal estado cuando fue removido y refiriéndose al monumento afirmó "que alguien diga que no le gusta el torogoz, ¡para mí es un enfermo! (...) porque un pájaro tan bello le debe gustar."
En 2014, el alcalde Quijano quiso cambiar el nombre de la calle San Antonio Abad y dedicarla a Roberto d'Aubuissón; esto fue rechazado por la población y organizaciones sociales así como la Procuraduría para la Defensa de los Derechos Humanos. El procurador David Morales afirmó que al rendir homenaje a las víctimas del conflicto armado en la plaza se consolidó un acto de tolerancia y solidaridad con las víctimas y en el acto público contra el cambio de nombre de la calle afirmó "esto es un acto de oposición al cambio de nombre (...) cuando sabemos que es el autor intelectual del asesinato de (Romero) ..." Se le regresó el nombre original a la calle en una decisión unánime durante la primera reunión del concejo municipal siguiente a la administración de Quijano, incluyendo los votos de concejales del partido ARENA, causando polémica dentro del partido.